# اشلوس هولته-اشتوکنبروک
شهر اشلوس هولته-اشتوکنبروک (به آلمانی: Schloß Holte-Stukenbrock) در ایالت نوردراین-وستفالن در کشور آلمان واقع شده‌است.